# Liperi
Liperi (Zweeds: Libelits) is een gemeente in de Finse provincie Oost-Finland en in de Finse regio Noord-Karelië. De gemeente heeft een landoppervlakte van 727,2 km² en telt 11.962 inwoners (2022).

## Geboren
- Jukka Toivola (1949-2011), atleet

Ilomantsi · Joensuu · Juuka · Kitee · Kontiolahti · Lieksa · Liperi · Nurmes · Outokumpu · Polvijärvi · Rääkkylä · Tohmajärvi
Voormalige gemeenten:
Eno · Kesälahti · Kiihtelysvaara · Nurmeksen maalaiskunta · Pälkjärvi · Pielisensuu · Pielisjärvi · Pyhäselkä · Tuupovaara · Valtimo ·  Värtsilä